# Franco Anselmi (partigiano)
Franco Anselmi detto Marco (Milano, 21 settembre 1915 – Casteggio, 26 aprile 1945) è stato un partigiano italiano.

## Biografia

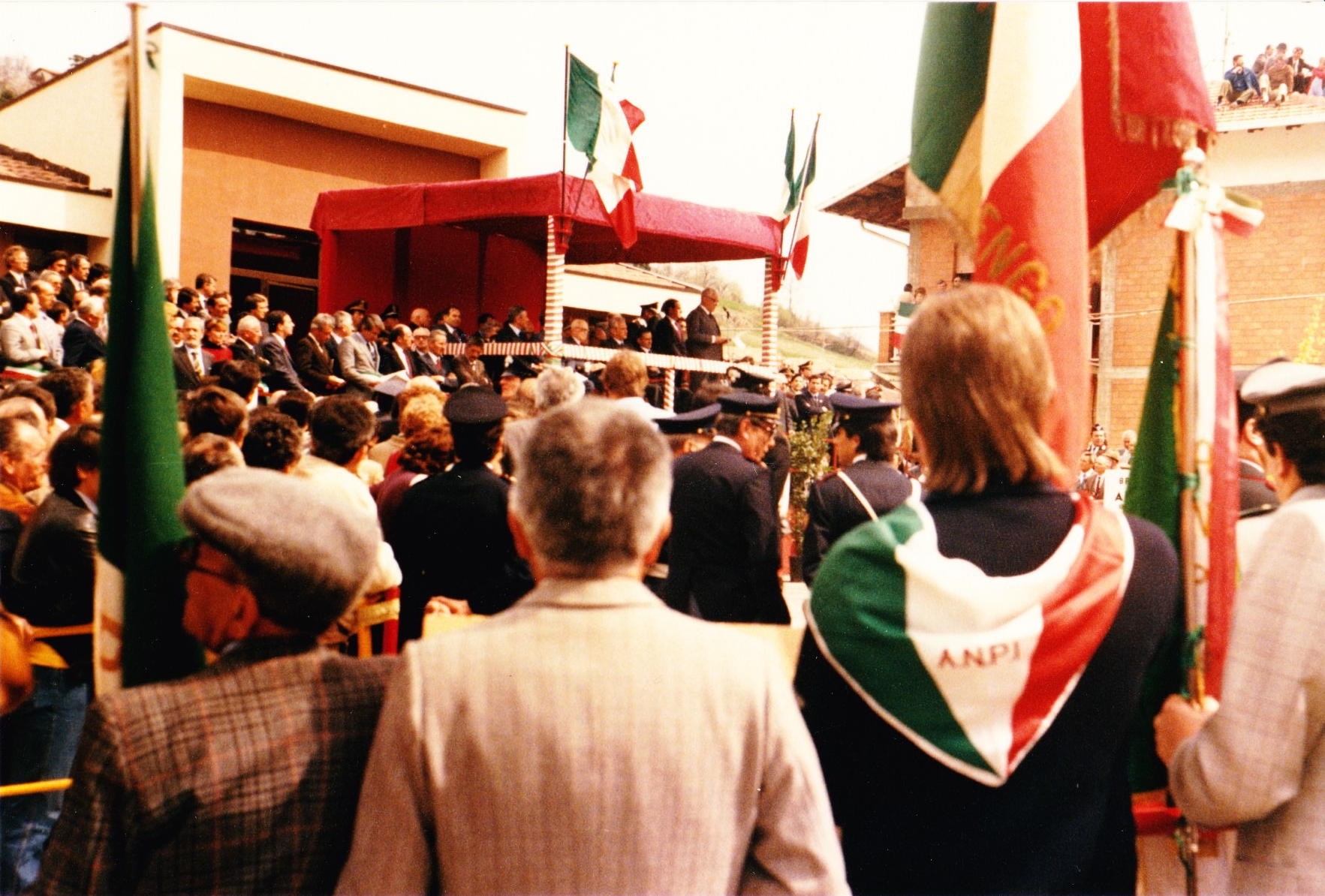
Sandro Pertini inaugura il monumento a Franco Anselmi a San Sebastiano Curone.

Inizialmente aderente al fascismo, dopo la licenza liceale nel 1935 partì volontario per la Guerra d'Etiopia e poi andò a combattere nella Guerra civile spagnola nel 1937.
All'armistizio prestava servizio come tenente pilota all'aeroporto di Cameri in provincia di Novara. Si rifugiò quindi in montagna a Dernice in provincia di Alessandria dove viveva la sorella col fratello minore Tito. A Dernice guidava un gruppo di disertori, che nel gennaio del 1944 erano armati dall'ex sindaco di Tortona e presidente del CLN tortonese Mario Silla.
Nel giugno del 1944 organizzava l'assalto alla polveriera di Carezzano e il 1º luglio con 35 uomini si trasferì in val Trebbia dove insieme ad Aldo Gastaldi disarmava la Banda dello Slavo. In agosto, mandato con un centinaio di uomini da Anton Ukmar, comandante delle Brigate Garibaldi di Genova entrava a far parte della Terza Brigata Garibaldi comandata da Aldo Gastaldi costituendo il Battaglione Casalini di cui fu comandante.
Partecipò alla Battaglia di Pertuso nell'agosto del 1944 e da settembre diventò vice comandante della Brigata Garibaldi 58a Oreste comandata da Aurelio Ferrando.
Il 26 ottobre 1944 divenne comandante della nuova Brigata Garibaldi Arzani che era tra la val Curone, la Val Borbera e la val Grue.
Il 30 gennaio 1945 venne arrestato dalle SS a Milano dove si era recato per assistere ai funerali del padre. Dopo una trattativa con la Feldpolizei di Novi Ligure guidata da Giuseppe Balduzzi, comandante della polizia partigiana della Brigata Oreste veniva liberato e reintegrato nei ranghi partigiani con la qualifica di capo di stato maggiore della Divisione Garibaldi Gramsci comandata da Luchino Dal Verme.
Marco divenne comandante della divisione Gramsci all'indomani della liberazione il 25 aprile 1945 e con la sua divisione si offrì di attaccare il presidio tedesco di Casteggio, in provincia di Pavia ma venne ucciso durante l'assalto. Per la sua morte è stato giustiziato un ufficiale nazista, che si ritiene l'abbia colpito con una mitragliatrice.
Sulla sua morte sono stati sollevati alcuni dubbi. Secondo quanto affermato dalla giornalista Adelia Dal Piva, il marchese Agostino Cornaggia Medici della Castellanza, amico di Franco e partecipante all'assalto, ha affermato che è stato colpito alla schiena, e "sicuramente non dai tedeschi". Tito, fratello minore di Franco che aveva fatto da vedetta per i partigiani a Dernice, fu sempre convinto che ad ucciderlo siano stati altri partigiani che hanno partecipato all'assalto. Franco era fortemente anticomunista, e l'ascendente che esercitava sui suoi uomini sotto questo profilo aveva portato a forti ostilità nei suoi confronti in seno alle brigate stesse.
Il 17 aprile 1983 venne inaugurato a San Sebastiano Curone dal presidente della repubblica Sandro Pertini un monumento in sua memoria e poco dopo gli fu dedicata una scuola sempre a San Sebastiano Curone. Inoltre gli è stata dedicata una via e una lapide a Casteggio e a Tortona e una lapide al Palazzo della Ragione a Milano e una a Dernice.